# Ernő Lendvai
Dans le nom hongrois Lendvai Ernő, le nom de famille précède le prénom, mais cet article utilise l’ordre habituel en français Ernő Lendvai, où le prénom précède le nom.
Ernő Lendvai ([ˈlɛnd.vɒ.i], [ˈɛɾ.nøː]), né le 6 février 1925 et mort le 31 janvier 1993 à Budapest, est un théoricien de la musique hongrois. Il est un des premiers à décrire la présence du nombre d'or et de la suite de Fibonacci dans la musique de Béla Bartók. Il a énoncé les théories suivantes :
- le système d'axes tonaux ;
- la gamme acoustique ;
- la gamme octotonique.